# Cryptokermes brasiliensis
Cryptokermes brasiliensis är en insektsart som beskrevs av Hempel 1900. Cryptokermes brasiliensis ingår i släktet Cryptokermes och familjen pärlsköldlöss. Inga underarter finns listade i Catalogue of Life.